# Fuerza Naval de El Salvador

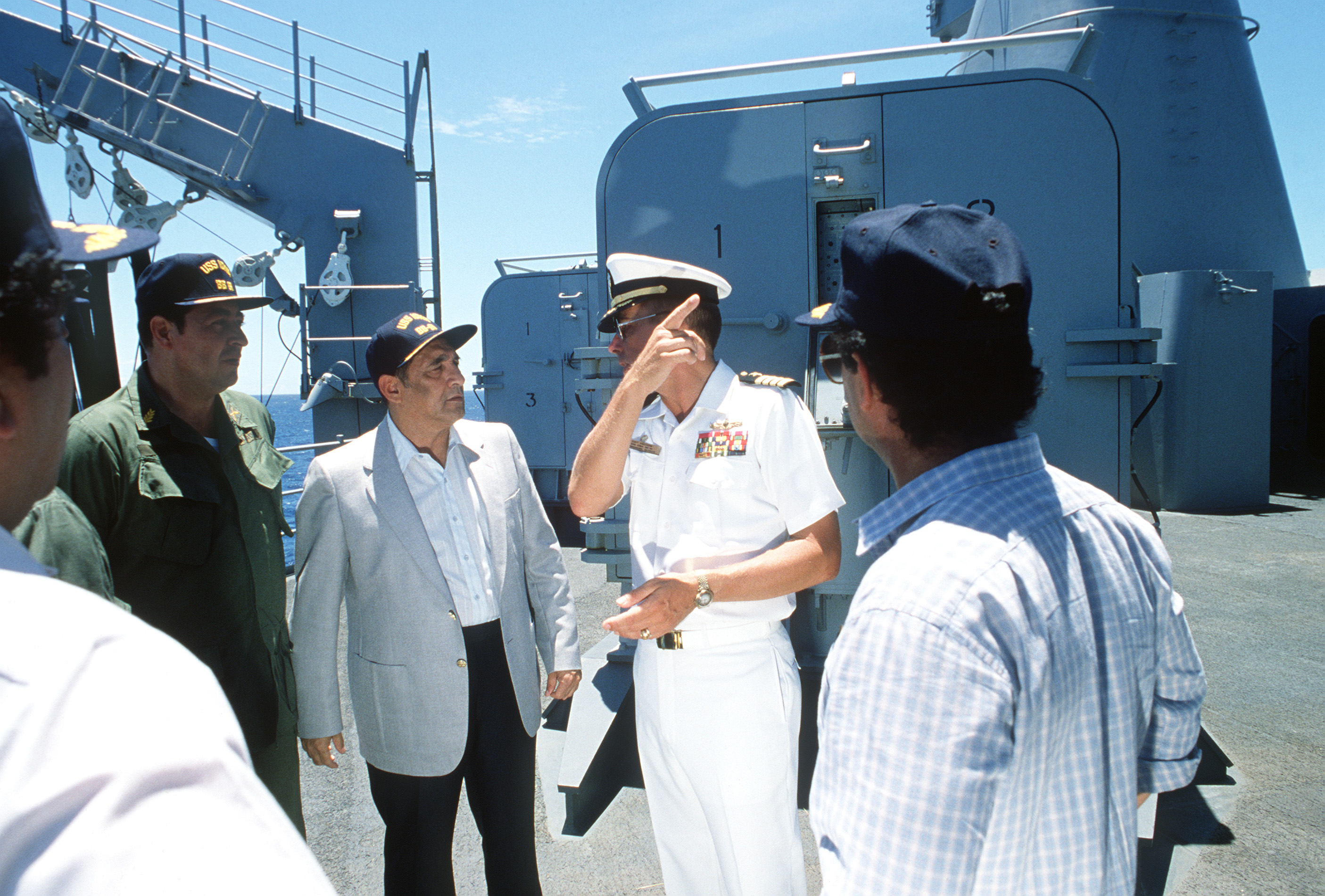
José Napoleón Duarte con
La Marina Nacional de El Salvador (circa 1984)

 La Marina Nacional es una de las tres ramas que conforman la Fuerza Armada de El Salvador, y la responsable de la defensa naval de la República de El Salvador, Su estructura está compuesta por el Cuartel General, la Flota, Bases Navales, Batallón de Infantería de Marina, Dirección General de Capitanías y el Centro de Educación e Instrucción Naval. El mando de esta Rama es ejercido por el jefe del Estado Mayor General de la Fuerza Naval. Su lema es "Patria, Lealtad y Valor"

## Misión
Defender la soberanía del Estado y la integridad del territorio del estado en las aguas territoriales y en comunidad en el Golfo de Fonseca y el territorio insular en coordinación con las otras ramas de la Fuerza Armada; proteger las riquezas marítimas, el subsuelo y lecho marino nacional, prestar auxilio a la población en caso de desastre nacional, colaborar en obras de beneficio público y excepcionalmente contribuir al mantenimiento de la paz interna, así como ejecutar  las tareas de jurisdicción marítima para el cumplimiento de las leyes de navegación y colaborar con las autoridades respectivas en el cumplimiento de las leyes de carácter fiscal y migratorio.

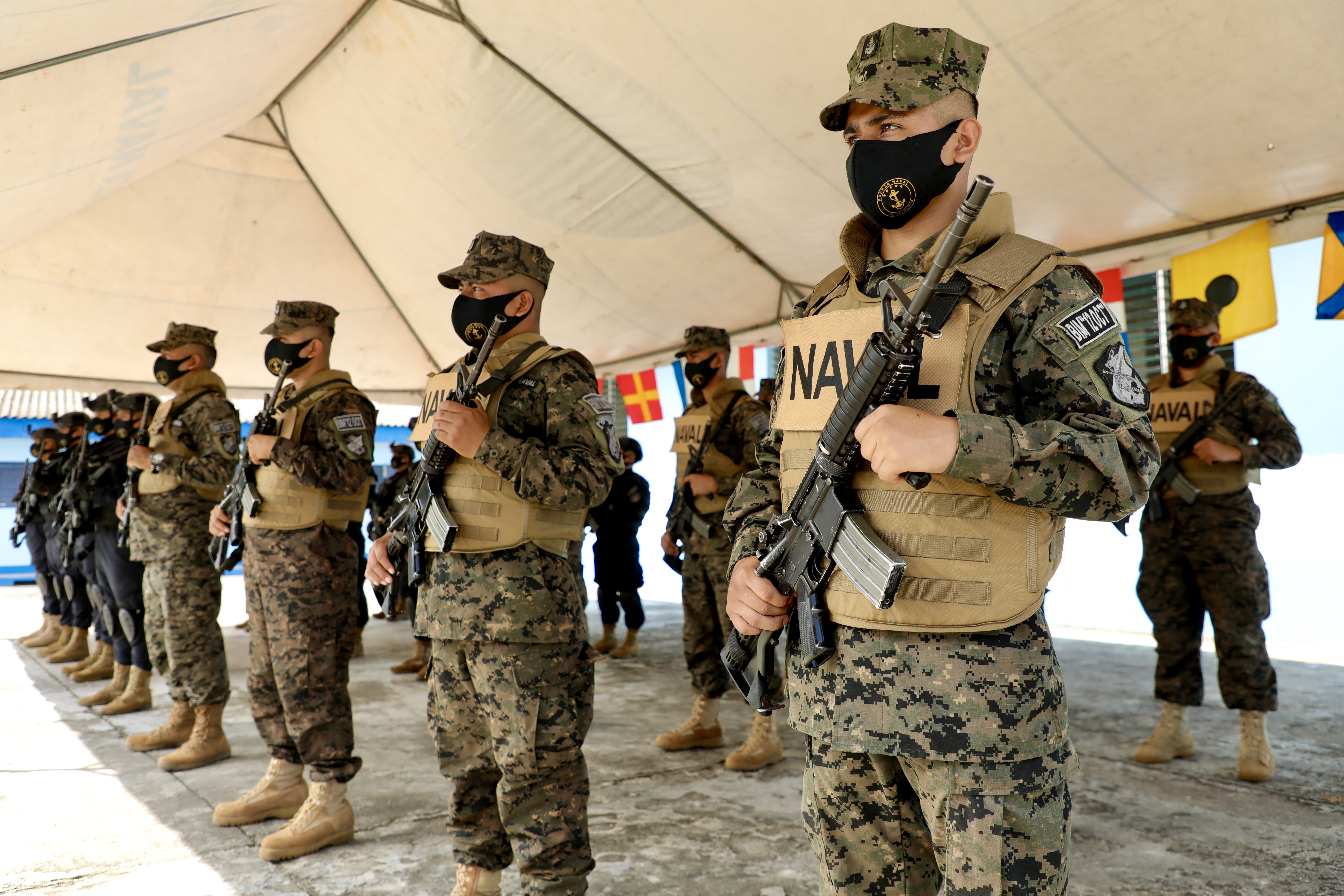
Miembros navales de El Salvador

Art. 49.- La Fuerza Naval es una Rama permanente de la Fuerza Armada que constituye un gran escalón de encuadramiento, preparación y empleo, compuesta por el Cuartel General, La Flota, Bases Navales, Capitanías de Puerto, Destacamentos Navales y Unidades de Infantería de Marina, necesarios para la ejecución de misiones de carácter naval, en defensa de la soberanía y del territorio nacional.
Art. 50.- El Mando de la Fuerza Naval será ejercido por el Jefe del Estado Mayor General de la Fuerza Naval, quien será un Almirante o un Oficial Superior Diplomado de Estado Mayor, de las Armas, de cualidades de mando notables y de trayectoria profesional reconocida.

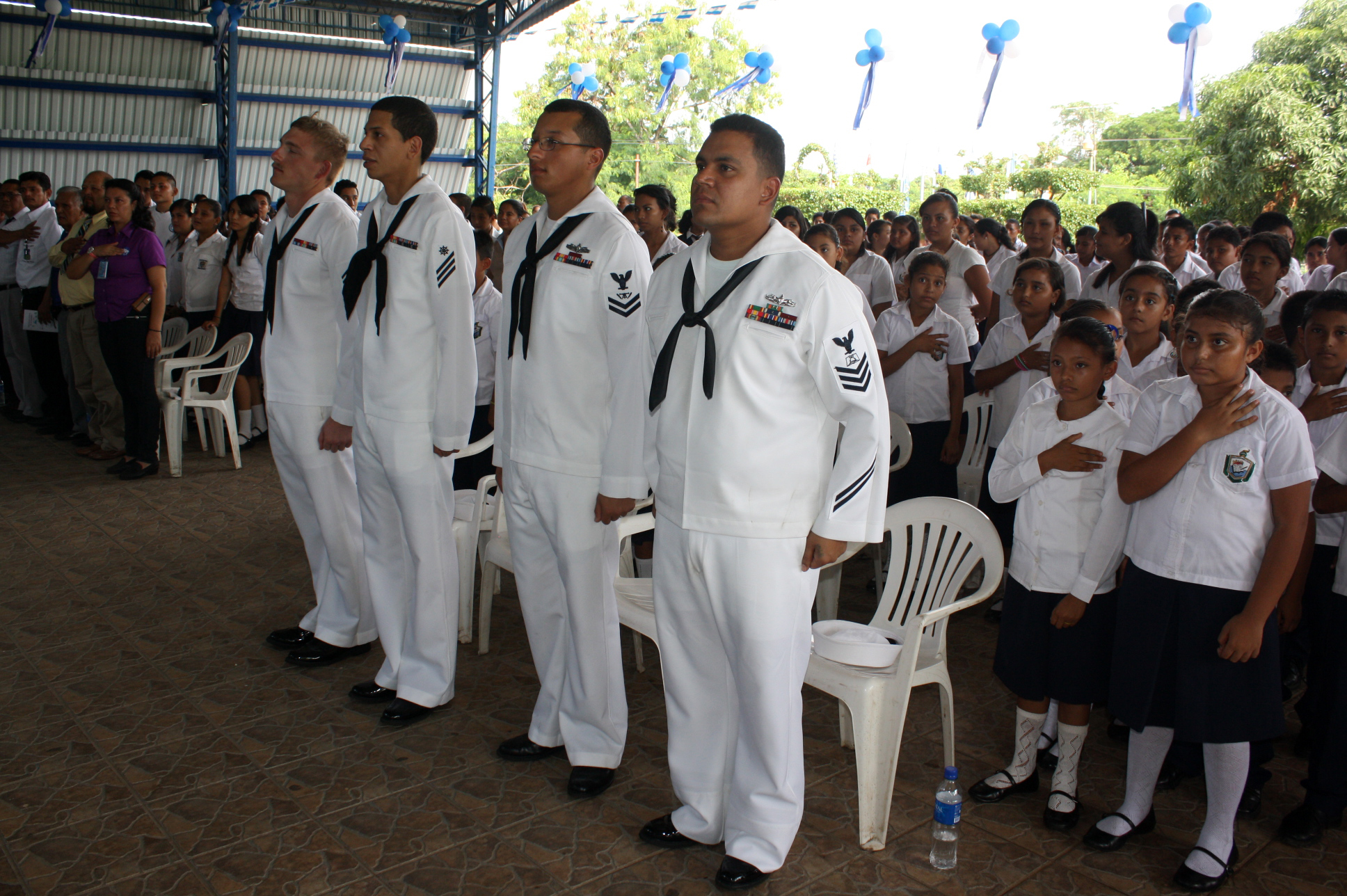
Miembros de la FTNT

La organización y funciones de la Fuerza Naval serán reguladas por un Reglamento Interno.
Art. 51.- La misión de la Fuerza Naval es ejercida sobre la parte del territorio de la República, conforme al artículo 84 de la Constitución de la República que comprende:
El territorio insular integrado por islas, islotes y cayos que le corresponden a El Salvador.
Las aguas territoriales y en comunidad del Golfo de Fonseca. el cual es una bahía histórica con caracteres de mar cerrado, cuyo régimen está determinado por el derecho internacional.
La plataforma continental e insular correspondiente; y además el mar, el subsuelo y el lecho marino hasta una distancia de 200 millas marinas contadas desde la línea de más baja marea, todo de conformidad a las regulaciones del derecho internacional. Las aguas interiores navegables.

## Desarrollo de la Marina Nacional
La institución se fundó como Marina Nacional, el 12 de octubre de 1951, e inició sus operaciones con 50 efectivos, entre oficiales y marinos, y con embarcaciones de madera. La historia de la educación tiene sus raíces desde antes de la fundación de la Fuerza Naval; es decir, se inicia desde 1949 y ha permitido la profesionalización de la gente de mar a través de los años; o sea, que la educación e instrucción naval no se realizó en escuelas de instrucción y educación en forma permanente, debido a que las escuelas de enseñanza naval no funcionaron por períodos continuos debido a la situación que la rama naval vivió. Así que, muchos de los cursos impartidos al personal, se realizaron planificándolos sobre la base de las necesidades de la Marina Nacional y con medios propios de la Base Naval.
A principios de 1949, se contrata los servicios del ciudadano francés Enseigne Charles Sarrat como asesor naval para El Salvador. El perteneció a la Marina de Guerra de Francia, quien se convertiría en el primer Director de la Escuela de Marina.
El 5 de septiembre de 1949, el Consejo Revolucionario de Gobierno emite el Decreto Legislativo N.º 804, en el que autoriza la creación de la Escuela de Marina y automáticamente se independiza el Departamento de Marina y Aviación del Ministerio de la Defensa. En 1962 deja de funcionar la Escuela de Marina, pero no se tiene un dato exacto del motivo de su cierre. En enero de 1950 se emite la Orden General en la que se autorizan los traslados de ocho señores oficiales que integraran los cursos de marina. Asimismo, se ordena a todas la guarniciones militares enviar voluntarios para integrar la nueva rama, también, al curso de marinería se presentan 100 aspirantes, quienes posteriormente se destacarían a los puertos de La Libertad, Acajutla y La Unión.
El 5 de enero de 1950,  la Escuela de Marina no tenía local propio, por lo que en esta fecha se le asignó un hangar de la Fuerza Aérea, donde se albergaron los cursos de: oficiales, clases y gavieros y se iniciaron las clases teóricas; las prácticas de navegación (remo, vela y propulsión) se hicieron en el lago de Ilopango, utilizando las diez lanchas remeras y dos pinazas de madera de 10 remos, estas últimas compradas a Canadá en noviembre de 1949.
En 1950, la Escuela de Marina inició el año lectivo con los siguientes instructores:
| N.º | Grado      | Nombre                | Clase Impartida                                    |
| --- | ---------- | --------------------- | -------------------------------------------------- |
| 1   | Capitán    | YANEZ URIAS           | Instructor de las materias fundamentales del mando |
| 2   | Ingeniero  | CHARLES SARRAT        | Instructor de Navegación                           |
| 3   | Instructor | EUGENIO CORTEZ        | Instructor de Nudos y Ajustes                      |
| 4   | Instructor | JOSE DEL C. REYES     | Instructor de Vela y Remo General                  |
| 5   | Instructor | LUIS ALONSO ALVAREZ   | Instructor de Torno y Fresadora                    |
| 6   | Instructor | JORGE BIGUER          | Instructor de Navegación                           |
| 7   | Instructor | FRANCISCO ACUÑA       | Instructor de Vela y Remo                          |
| 8   | Instructor | DARIO MENDOZA FLORES  | Instructor de Telegrafía                           |
| 9   | Instructor | JOSE ANTONIO VANEGAS  | Instructor de Mecánica                             |
| 10  | Instructor | EMILIO MEDRANO SANTOS | Instructor de Mecánica                             |
| 11  | Carpintero | ARTURO AGUIRRE        | Carpintero de Rivera                               |
| 12  | Instructor | DARIO VEGA DUARTE     | Instructor de Leyes                                |

El 27 de abril de 1994 la Marina Nacional cambia su nombre por el de Fuerza Naval de El Salvador.

## Estado Actual de la Marina Nacional
La Marina Nacional de El Salvador está conformada por:
- Estado Mayor General de la Marina Nacional
- Cuartel General
- Flota
- Base Naval
- Primera Brigada de Infantería de Marina
- Dirección General de Capitanías, desplegadas en puertos: Acajutla, La Libertad, El Triunfo, La Concordia y La Unión.
- Centro de Educación e Instrucción Naval (CEIN).

Cuenta con aproximadamente 75 embarcaciones variadas en servicio en todo el territorio nacional, tanto continental como insular.
Consta de casi 1,300 efectivos en servicio 1,000 en reserva y otros 1,500 en la navegación civil de todo el territorio nacional.
Además, a través de las patrullas marítimas, se aseguran de resguardar los recursos marítimos, la soberanía en la frontera del Golfo de Fonseca y la vida de los pescadores.

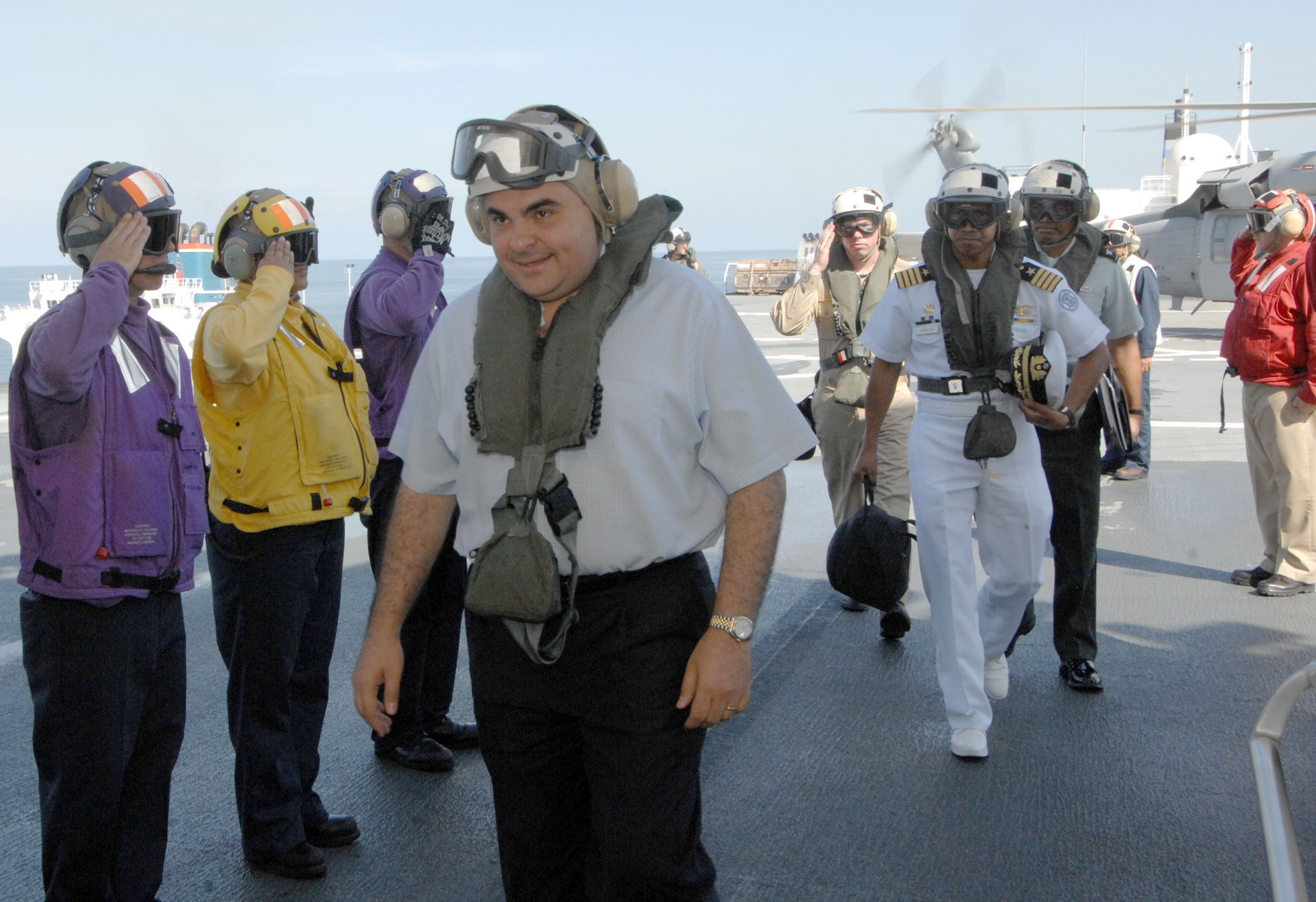
Infantes de Marina Junto al Expresidente Elias Antonio Saca

Con respecto al combate de la narco actividad, "en este momento, se tiene el proyecto de adquisición de más lanchas de desembarques para transportarse a las diferentes islas; además, hay un proyecto a nivel de República en el aspecto de certificar los puertos nacionales que están a punto de ser activados (Puerto de La Unión Centroamericana)".
En este sentido, se necesitan más unidades marítimas para brindar seguridad. "Ese plan será ejecutado en unos diez años, con fondos del Ministerio de la Defensa y otros, que ascienden a 115 millones de dólares aproximadamente.

## Batallón de Infantería de Marina «12 de Octubre» BIM
El Batallón de Infantería de Marina fue fundado el 15 de enero de 1985, tiene como principal misión realizar acciones tácticas anfibias, en ambientes cercanos a la costa, aguas interiores y continentales nacionales, con el propósito de coadyuvar al cumplimiento de la misión de la Fuerza Naval en defensa de la soberanía e integridad del territorio marítimo.
Asimismo, se señala que el Batallón de Infantería de Marina es una unidad de fuerzas especiales anfibias; además apoya a la población civil en casos de emergencia nacional. La principal característica de la unidad es su alta movilidad para accionar en ambientes cercanos a la costa, aguas interiores y continentales.

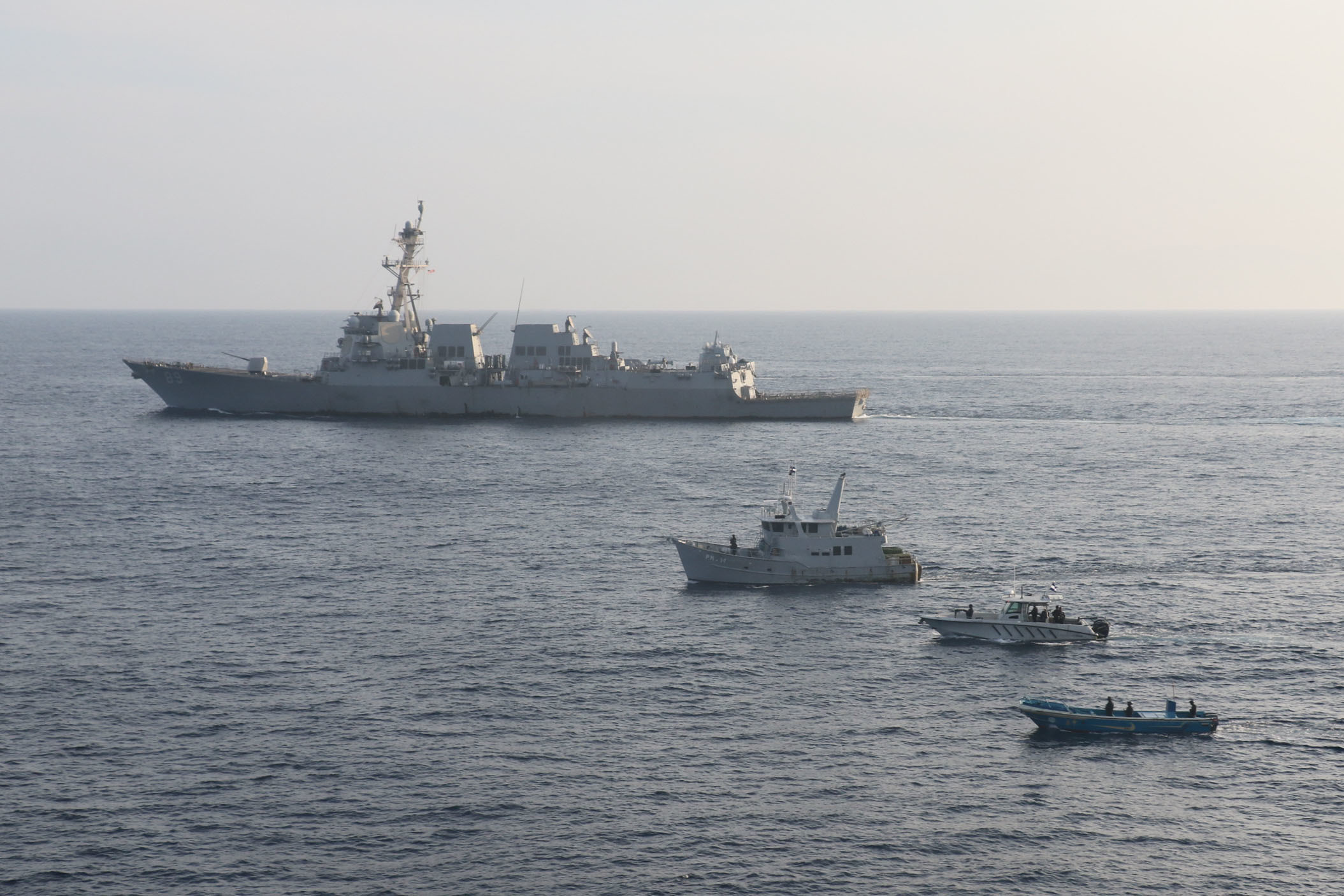
Botes Marinos de El Salvador

Dentro de este Batallón podemos encontrar al Comando Anfibio de Infantería de Marina que es el comando élite de la Infantería de Marina, entrenados en Estados Unidos para dar apoyo a toda la Fuerza Naval de El Salvador.

## Naves en servicio
| Nave                            | Imagen                  | Origen         | Tipo Versión                 | Matrícula      | En servicio activo | Nota                                                                                          |
| ------------------------------- | ----------------------- | -------------- | ---------------------------- | -------------- | ------------------ | --------------------------------------------------------------------------------------------- |
| Patrullero Costero              |                         | Estados Unidos | Clase Camcraft               | PM-6           | Si                 | FNES Destacados en los principales puertos                                                    |
| Patrullero Costero              |                         | Estados Unidos | Clase Camcraft               | PM-7           | Si                 | FNES Destacados en los principales puertos                                                    |
| Patrullero Costero              |                         | Estados Unidos | Clase Camcraft               | PM-8           | Si                 | Este Buque esta equipado con un mortero M-29 de 81mm                                          |
| Buque de patrulla de 48.º       |                         | Estados Unidos | Clase Comercial Cruiser      | PM-10          | Si                 | FNES Destacados en las bahías                                                                 |
| Buque de patrulla de 48.º       |                         | Estados Unidos | Clase Comercial Cruiser      | PM-11          | Si                 | FNES Destacados en las bahías                                                                 |
| Patrullero Costero              |                         | Estados Unidos | Clase Point                  | PM-12          | Si                 | FNES Destacado en las bahías                                                                  |
| Patrullero Costero              |                         | Estados Unidos | YP-660                       | PM-13          | Si                 | FNES Destacado en las bahías                                                                  |
| Yate científico/Hidrográfico    |                         | Estados Unidos | 65-Bering                    | PM-14          | Si                 | FNES Destacado en las bahías                                                                  |
| Patrulla Marítima               | Archivo:Buque PM-15.jpg | Estados Unidos | Clase Metal Shark Defiant 85 | PM-15          | Si                 | FNES Destacado en el puerto de La Unión                                                       |
| Patrulla Marítima               |                         | Estados Unidos | Clase Protector              | PC             | 10                 | FNES PC-0301 PC-0302 PC-0303 PC-0304 PC-0305 PC-0306 PC-0307 PC-0308 PC-0309 PC-0310          |
| Desembarco Anfibio              |                         | Estados Unidos | Clase Landing Craft Medium   | BD             | 2                  | FNES LCM-8 BD-02 BD-04 BD-05                                                                  |
| Piraña                          |                         | Estados Unidos | Piranha Class                | PF             | 6                  | FNES PF-01 PF-02 PF-03 PF-04 PF-05 PF-06                                                      |
| Bote de Servicio                |                         | Estados Unidos | Servicio Costero             | PRM            | 4                  | FNES PRM-01 PRM-02 PRM-03 PRM-04                                                              |
| Deslizadores                    |                         | Estados Unidos | Clase Hidrodeslizadores      | PFR            | 6                  | FNES PFR-01 PFR-02 PFR-03 PFR-04 PFR-05 PFR-06 PFR-07                                         |
| Patrullero de Ataque            |                         | Estados Unidos | Clase Interceptor            | PA             | 11                 | FNES PA-01 PA-02 PA-03 PA-04 PA-05 PA-06 PA-07 PA-08 PA-09 PA-10 PA-11 PA-12 PA-13            |
| Lancha Rápida de Reconocimiento |                         | Estados Unidos | Interceptor                  | LR             | 10                 | FNES LR-01 LR-02 LR-03 LR-04 LR-05 LR-06 LR-07 LR-08 LR-09 LR-10                              |
| Escuela Naval                   |                         | Estados Unidos | Bote de Entrenamiento        | Escuela Naval  | 4                  | FNES Escuela Naval 01 Escuela Naval 02 Escuela Naval 03 Escuela Naval 04                      |
| Lancha Rápida de Ataque         |                         | El Salvador    | Ataque y camuflaje           | Sin Matrículas | ----               | FNES cuenta con más de 20 lanchas tiburoneras para misiones especiales en todo el territorio. |